# Nationaal park Machiara
Het nationaal park Machiara is een nationaal park van Pakistan bij Muzaffarabad. Het park werd opgericht in 1996. Aan de oostkant van het park liggen de rivier Neelum en de Neelumvallei en ten westen van het park ligt de Kaghanvallei.

## Geografie
Het park heeft een oppervlakte van 33.437 hectare. Het bevat groenblijvende loofbossen en bladverliezende loofbossen en maakt deel uit van de ecoregio loofbossen van de westelijke Himalaya. De gemiddelde neerslag is 1526,7 mm per jaar. De maand met de meeste neerslag is juli, november is de maand met de minste neerslag.

## Wilde dieren
Het nationaal park Machiara heeft een hoge biodiversiteit en is de thuisbasis van vele belangrijke zoogdieren, vogels en planten. Tot de diersoorten behoren sneeuwluipaard, muskushert, zwartkapsaterhoen, Wallichs fazant, lammergier, himalayagier, himalayakwartel, Nepalese streepvleugel, witwangstaartmees, witkeelstaartmees, schubborstpnoepyga, oranje goudvink en Kashmirboomklever. Het park is door BirdLife International aangewezen als Important Bird Area (IBA).